# Lioubov Iarovaïa (film, 1953)
Pour les articles homonymes, voir Lioubov Yarovaïa.
Pour plus de détails, voir Fiche technique et Distribution.
Lioubov Iarovaia (Любовь Яровая) est un film soviétique réalisé par Ian Frid et sorti en 1953. Il s'agit de l'adaptation de la pièce de théâtre homonyme mise en scène par Constantin Trenev en 1926.

## Fiche technique
Sauf indication contraire, les informations mentionnées dans cette section peuvent être confirmées par la base de données cinématographiques IMDb,  présente dans la section « Liens externes ».
- Titre français : Lioubov Iarovaia[1]
- Titre original russe : Любовь Яровая, Lyubov Yarovaya
- Réalisateur : Ian Frid
- Scénario : Ivan Efremov d'après la pièce de Constantin Trenev
- Photographie : Apollinari Doudko
- Musique : Venedikt Pouchkov (ru)
- Sociétés de production : Lenfilm
- Pays de production :  Union soviétique
- Langue de tournage : russe
- Format : Noir et blanc
- Durée : 155 minutes (2h35)
- Genre : Drame historique
- Dates de sortie :
  - Union soviétique : 13 mars 1953

## Distribution
- Zoïa Karpova : Lioubov Iarovaia
- Igor Gorbatchov (ru) : Fiodor Chvandia
- Elena Granovskaïa : Natalia Gornostaïeva
- Valentina Kibardina : Pavel Panova
- Aleksandr Mazaev : Mikhail Iarovoï